# Bredgrunden
Bredgrunden är ett vidsträckt grund i Öresunds södra del, omkring 6 kilometer nordväst om Skanör. Grundet var tidigare utmärkt med en agafyr.
Mellan Bredgrunden och Falsterbonäset passerar Kogrundsrännan.